# Hemeroteca Mèdica
L'Hemeroteca Mèdica va ser una iniciativa d'un col·lectiu de metges de Reus que es van agrupar al Centre de Lectura a partir de l'any 1953 per subscriure's col·lectivament a determinades revistes mèdiques estrangeres molt difícils d'aconseguir per subscripció individual.
L'aïllament econòmic i polític del règim franquista obligava que les subscripcions a publicacions estrangeres havien de disposar d'una llicència d'importació concedida pel Ministeri de Comerç i a més s'havia de pagar en divises. El procediment burocràtic era complicat, però les associacions mèdico-culturals, les universitats i altres col·lectius ho tenien una mica més senzill.
A partir d'unes Jornades Mèdiques celebrades al Centre de Lectura per catedràtics de la facultat de Medicina de Barcelona, es va reunir el col·lectiu mèdic de Reus a iniciativa del doctor Francesc Fortuny, director de l'Hospital de sant Joan de Reus, del doctor Jaume Sabater, director del Dispensari Antituberculós, el doctor Pere Cavallé Pi, i el doctor Enric Aguadé, per parlar sobre temes professionals i organitzar un sistema de formació permanent per als metges reusencs. Es va crear l'associació i es van aconseguir unes sales al Centre de Lectura on poder-se reunir. La majoria de metges de Reus se'n van fer socis, i també els de les comarques veïnes, cosa que va permetre contractar una persona per gestionar l'hemeroteca i els actes que s'hi realitzaven.
Als seus inicis, es van subscriure a una vintena de revistes mèdiques estrangeres, entre les quals La Presse Medicale, The Lancet i l'Enciclopedie Médico-Chirurgicale. El 1956 l'Hemeroteca Mèdica estava subscrita a 80 publicacions. Es feien fitxes del contingut de totes les revistes, i es podien consultar als catàlegs els articles per títol, autor i matèria. En col·laboració amb altres entitats mèdiques van establir un sistema de microfilm per la consulta i divulgació d'articles mèdics de les revistes a les quals no estaven subscrits, que es facilitaven a tothom que se n'interessés. Rebia també les ponències i comunicacions de tots els congressos mèdics de l'estat i d'Europa, i dels Estats Units d'Amèrica.
La més important activitat de l'associació va ser l'organització de conferències i col·loquis cada quinze dies, a càrrec dels principals especialistes de Reus, on també hi participaven metges de Tarragona i professors de la Facultat de Medicina de Barcelona. Davant de l'èxit, la Junta Directiva, presidida pel doctor Sabater, va acordar recollir les comunicacions i conferències, i va sorgir el gener de 1956 la publicació mensual Acta Clínica de Hemeroteca Médica, que es va publicar durant sis anys, i que recollia, a més de les conferències, experiències mèdiques dels professionals de Reus.
A mitjan dels anys 1960 l'activitat de l'Hemeroteca Mèdica va decaure a poc a poc, ja que els laboratoris farmacèutics patrocinaven les subscripcions a revistes mèdiques i fins i tot les distribuïen de franc als metges. Això va fer que ja no feia menester una subscripció col·lectiva, i l'Hemeroteca es va dissoldre. El 1977 el fons hemerogràfic va passar a la filial reusenca de l'Acadèmia de Ciències Mèdiques, i les conferències es van substituir per un programa de formació continuada.